# Калексико
Кале́ксико (англ. Calexico) — город в штате Калифорния, США.

## География
Калексико расположен в двухстах километрах к востоку от Сан-Диего, на крайнем юге штата Калифорния. Находится на границе с Мексикой, у пересечения автомагистралей 8 и 111. Административно входит в округ Импириал. Численность населения Калексико в 2010 году составила 38 572 человека.

## История
Калексико был основан в 1899 году, 16 апреля 1908 года получил статус города. Название города происходит из словослияния наименований «Кал»-ифорния и М-«ексико», как и у расположенного напротив него на мексиканской стороне границы города Мехикали («Мехи»-ко и «Кали»-форния).
Калексико — родина американского композитора Аллена Стрейнджа (1943—2008). Имя Калексико носит известная в США музыкальная кантри-группа.

## Галерея

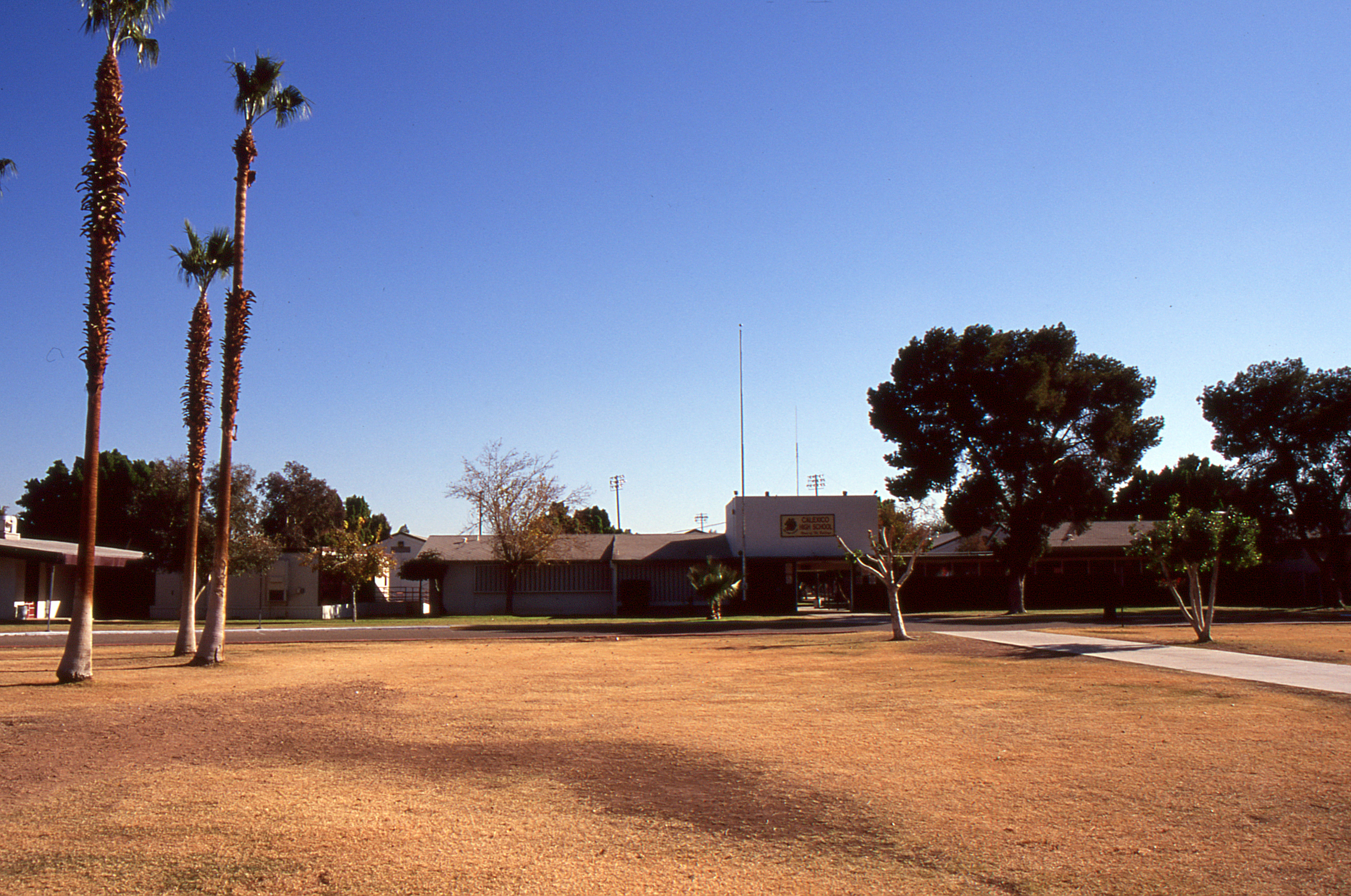
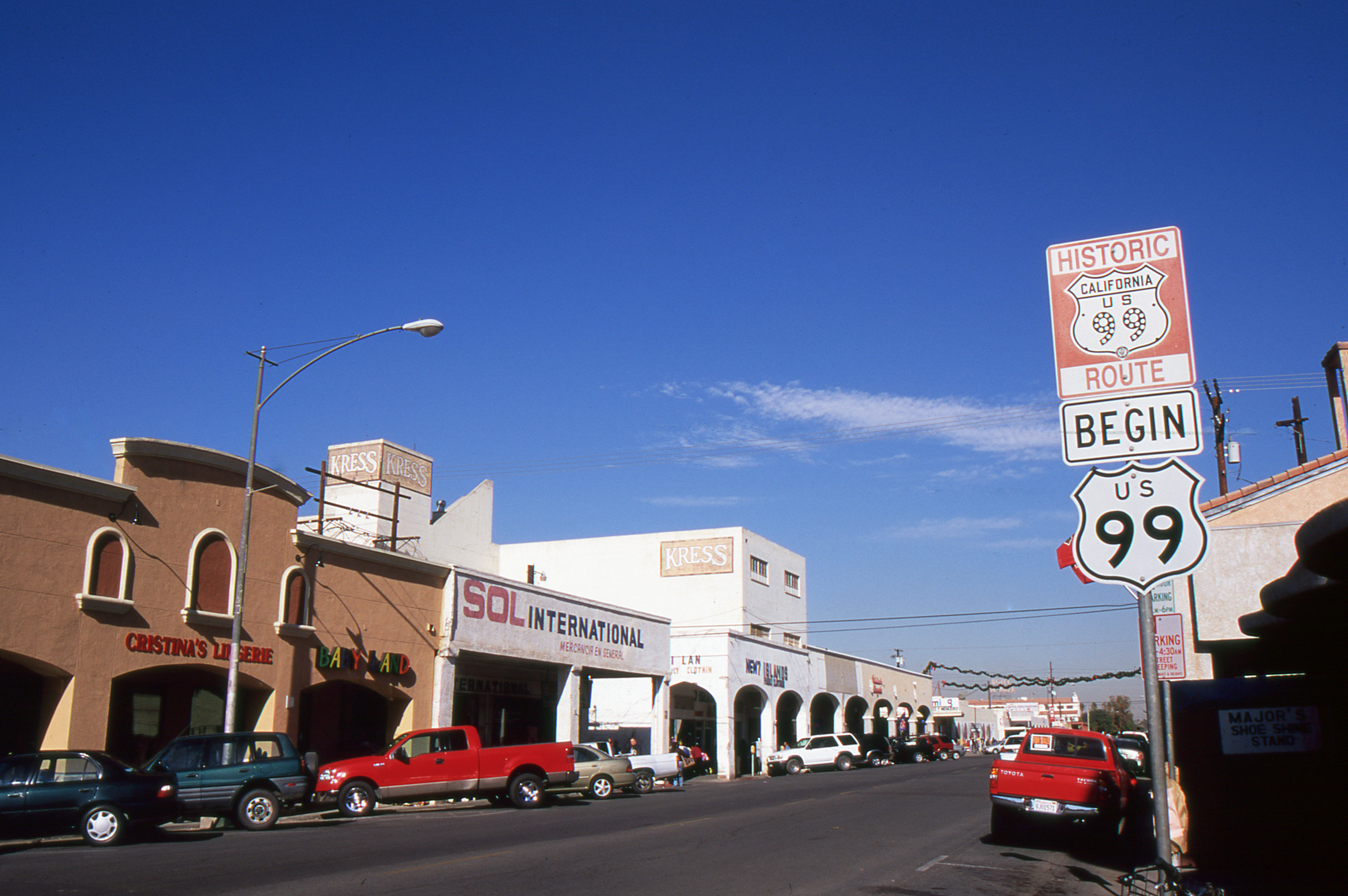